# L'Empordà (sardana)
L'Empordà és una sardana amb música d'Enric Morera i lletra de Joan Maragall escrita l'any 1908. Morera la va compondre a petició del cor Amics Tintorers de Barcelona com a present per a la Societat Coral Erato de Figueres.
Es tracta d'una sardana per a cor masculí de ritme enèrgic.
És l'himne oficial de la comarca de l'Alt Empordà des del 2012.

## Lletra
Cap a la part del Pirineu,
vora els serrats i arran del mar
s'obre una plana riallera,
n'és l'Empordà !
Digueu, companys, per on hi aneu ?
digueu, companys, per on s'hi va ?
Tot és camí, tot és drecera,
si ens dem la mà !
Salut, salut noble Empordà !,
Salut, salut palau del vent !
portem el cor content, i una cançó !
Pels aires s'alçarà,
pels cors penetrarà,
penyora es-nirà fent de germanor
una cançó !
A dalt de la muntanya hi ha un pastor,
a dintre de la mar hi ha una sirena.
Ell canta al dematí, que el sol hi és bo,
ella canta a les nits de lluna plena.
Ella canta: « Pastor em fas neguit »
Canta el pastor: « Em fas neguit sirena »
« Si sabessis el mar com és bonic ! »
« Si sabessis la llum de la carena ! »
« Si hi baixessis, series mon marit ! »
« Si hi pugessis, ma joia fóra plena ! »
« Si sabessis el mar com és bonic ! »
« Si sabessis la llum de la carena ! »
La sirena es feu un xic ençà,
un xic ençà el pastor de la muntanya,
fins que es trobaren al bell mig del pla,
i de l'amor plantaren la cabanya:
fou l'Empordà !